# Radim Straka (1953)
Radim Straka (* 25. února 1953) je bývalý český fotbalový brankář. Po skončení aktivní kariéry působil jako trenér brankářů. Jeho syn Radim Straka odchytal jedno utkání v nejvyšší soutěži.

## Fotbalová kariéra
V československé lize nastoupil ke dvěma utkáním za LIAZ Jablonec. Ve druhé nejvyšší soutěži chytal většinu kariéry za Auto Škoda Mladá Boleslav.

## Ligová bilance
| Ročník                                   | Zápasy | Góly | Klub                      |
| ---------------------------------------- | ------ | ---- | ------------------------- |
| 1. československá fotbalová liga 1974/75 | 2      | 0    | LIAZ Jablonec             |
| Česká národní fotbalová liga 1981/82     | 26     | 0    | Auto Škoda Mladá Boleslav |
| Česká národní fotbalová liga 1982/83     | 7      | 0    | Auto Škoda Mladá Boleslav |
| Česká národní fotbalová liga 1983/84     | 17     | 0    | Auto Škoda Mladá Boleslav |
| Česká národní fotbalová liga 1984/85     | 11     | 0    | Auto Škoda Mladá Boleslav |
| Česká národní fotbalová liga 1985/86     | 6      | 0    | Auto Škoda Mladá Boleslav |
| Česká národní fotbalová liga 1986/87     | 12     | 0    | Auto Škoda Mladá Boleslav |
| Česká národní fotbalová liga 1987/88     | 5      | 0    | Auto Škoda Mladá Boleslav |
| Česká národní fotbalová liga 1988/89     | 1      | 0    | Auto Škoda Mladá Boleslav |
| CELKEM 1. liga                           | 2      | 0    |                           |
| CELKEM 2. liga (1981–1989)               | 85     | 0    |                           |

## Trenérská kariéra
- 1997/98 - FK Jablonec
- 1999/00 - FK Jablonec